# Juan Francisco de Vidal
Juan Francisco de Vidal La Hoz (Supe, 2 aprile 1800 – Lima, 23 settembre 1863) è stato un politico peruviano.
È stato Presidente del Perù dal 17 ottobre 1842 al 15 marzo 1843.